# Hiroto Muraoka
Hiroto Muraoka (Tòquio, Japó, 19 de setembre de 1931 - Tòquio (Japó), 13 de març de 2017) va ser un futbolista japonès que disputà dos partits amb la selecció japonesa.